# 德勒克謝內鄉
44°13′N 24°59′E / 44.217°N 24.983°E
德勒克謝內鄉（羅馬尼亞語：Comuna Drăcșenei, Teleorman），是羅馬尼亞的鄉份，位於該國南部，由特列奧爾曼縣負責管轄，面積38平方公里，海拔高度102米，2007年人口1,957，人口密度每平方公里52人。